# 59389 Oskarvonmiller
59389 Oskarvonmiller este o planetă minoră (asteroid) din centura de asteroizi. A fost descoperită pe 24 martie 1999 la Astronomické observatórium Modra⁠(d) de Leonard Kornoš⁠(d) și a fost numită după Oskar von Miller. 
Obiectul prezintă o orbită caracterizată de o semiaxă mare de 2,4571768561404 UAi, o excentricitate de 0,13, o înclinație de 7,5 ° în raport cu ecliptica.